# Sonata per a violí núm. 1 (Schumann)
La Sonata per a violí núm. 1 de Robert Schumann presenta una forma típica de tres moviments, intercalant també com és habitual un d'agitat, un de lent i tranquil i un final de ràpid. Al primer moviment la melodia del violí és acompanyada per un motiu acèfal que dona el caràcter romàntic, agitat i inestable del moviment.